# Вильяграса, Алекс
Алекс Вильяграса (Вильяграза) Ногера (кат. Alex Villagrasa Noguera; 26 марта 1997) — андоррский футболист, полузащитник. Выступал за юношеские сборные Андорры до 17 и до 19 лет, а также за молодёжную сборную до 21 года.

## Биография

### Клубная карьера
Воспитанник команды «Андорра». В составе основной команды дебютировал в сезоне 2014/15, сыграв за «Андорру» в двух играх. Команда по итогам Сегоны Каталана заняла первое место. В сезоне 2015/16 провёл шестнадцать игр за юношескую команду «Андорры». В основном составе команды провёл лишь три игры в рамках чемпионата Каталонии.
Летом 2016 года Вильяграса, вместе с партнёром по команде Виктором Сильверио, стал игроком «Санта-Коломы» из чемпионата Андорры. В сентябре 2016 года сыграл матче за Суперкубок Андорры, тогда «Унио Эспортива Санта-Колома» обыграла «Санта-Колому» с минимальным счётом (0:1). Дебют в Примера Дивизио состоялся 18 сентября 2016 года в матче против «Энкама» (0:1).

### Карьера в сборной
Выступал за юношескую сборную Андорры до 17 лет и провёл в её составе шесть матчей. За сборную до 19 лет сыграл также в шести играх. В 2014 году начал приглашаться в молодёжную сборную Андорры до 21 года. В составе команды провёл восемь игр в рамках квалификации на чемпионат Европы 2017. Алекс принял участие в игре 16 июня 2015 года против Литвы (1:0). Этот матч закончился первой в истории молодёжной сборной Андорры победой.
В марте 2017 года главный тренер национальной сборной Андорры Кольдо впервые вызвал Вильяграсу в стан команды на игру отборочного турнира к чемпионату мира 2018 против Фарерских островов.

## Достижения
- Чемпион Андорры (1): 2016/17